# Rupert Moon
Pour les articles homonymes, voir Moon.
Pas d'image ? Cliquez ici

a Compétitions nationales et continentales officielles uniquement.

b Matchs officiels uniquement.
Dernière mise à jour le 12 novembre 2021.
Rupert Henry St.John Barker Moon est né le 1er février 1968 à Birmingham (Angleterre). C’est un ancien joueur de rugby à XV, qui joua avec l'équipe du pays de Galles de 1993 à 2001, évoluant au poste de demi de mêlée (1,80 m pour 89 kg). Il a joué avec Llanelli RFC.

## Carrière

### En club
Il a joué pour Llanelli RFC en Coupe d'Europe et en championnat gallois.
Il a disputé 32 rencontres en Coupe d'Europe.

### En équipe nationale
Il a disputé son premier test match le 20 mars 1993, contre l'équipe de France. Il a disputé de nombreux tournois, mais aucune coupe du monde de rugby. Il a obtenu 24 capes internationales et il a joué son dernier match le 17 février 2001, contre l'équipe d'Écosse.

### Avec le XV du Président
Le 19 juin 1993, il est invité pour jouer avec le XV du Président contre les Barbarians français pour le Centenaire du rugby à Grenoble.

## Palmarès
En équipe nationale24 sélections
- 3 essais, 15 points
  - Sélections par année : 6 en 1993, 11 en 1994, 1 en 1995, 4 en 2000, 2 en 2001
  - Tournois des cinq/six nations disputés : Tournoi des cinq nations 1993, 1994, 1995, Tournoi des six nations 2000, 2001
  - Coupe du monde de rugby disputée : aucune
- Victoire dans le Tournoi des cinq nations 1994

Avec Neath
- Coupe du pays de Galles :
  - Vainqueur (1) : 1990

Avec Llanelli
- Coupe d'Europe :
  - Demi-finaliste (2) : 2000 et 2002
- Championnat du pays de Galles : 
  - Champion (3) : 1993, 1999 et 2002
- Coupe du pays de Galles : 
  - Vainqueur (5) : 1991, 1992, 1993, 1998 et 2000
  - Finaliste (3) : 1994, 1999 et 2002